# 富士見台 (流山市)
富士見台（ふじみだい）は千葉県流山市にある地名。現行行政地名は富士見台一丁目および富士見台二丁目と富士見台（丁目なし）。郵便番号は270-0127。

## 地理
流山市の北部に位置する。地域内は住宅地が中心となっている。東は江戸川台西、西は北、南は上新宿・北、北は中野久木と接している。

## 世帯数と人口
2017年（平成29年）11月1日現在の世帯数と人口は以下の通りである。
| 町丁・丁目     | 世帯数    | 人口    |
| -------------- | --------- | ------- |
| 富士見台       | 70世帯    | 189人   |
| 富士見台一丁目 | 381世帯   | 891人   |
| 富士見台二丁目 | 742世帯   | 1,639人 |
| 計             | 1,193世帯 | 2,719人 |

## 小・中学校の学区
市立小・中学校に通う場合、学区は以下の通りとなる。
| 町丁・丁目     | 番地 | 小学校             | 中学校             |
| -------------- | ---- | ------------------ | ------------------ |
| 富士見台       | 全域 | 流山市立新川小学校 | 流山市立北部中学校 |
| 富士見台一丁目 | 全域 | 流山市立新川小学校 | 流山市立北部中学校 |
| 富士見台二丁目 | 全域 | 流山市立新川小学校 | 流山市立北部中学校 |

## 施設
- 流山富士見台郵便局
- ガスト 江戸川台店